# Bill De Kuiper
William Guy „Bill“ De Kuiper  (auch Bill DeKuiper, * 12. Dezember 1953 in Midland (Michigan); † 23. Januar 2022) war ein US-amerikanischer Jazzmusiker (Gitarre) des traditionellen Jazz.

## Leben und Wirken
De Kuiper besuchte das College der University of New Mexico und absolvierte eine technische Ausbildung am Technical Vocational Institute in Albuquerque; Musik studierte er am Berklee College of Music in Boston. Nachdem er eine Zeitlang im Großraum Boston gelebt hatte, zog er in die San Francisco Bay Area, wo er seine musikalische Karriere begründete. Nach dem Hören der Aufnahmen von Erroll Garner und Django Reinhardt begann er sich für Jazzmusik zu interessieren und trat in den 1970er-Jahren mit verschiedenen Bands auf; ab 1980 leitete er in der Bay Area seine eigene Swing-Combo names Hot House. De Kuipers kleines Gypsy-Jazz-Quartett wuchs zu einer siebenköpfigen Swing-Band mit Gesang und Bläsern heran; mit Hot House trat er schließlich 40 Jahre lang auf.
Des Weiteren trat De Kuiper mit zahlreichen Combos des Mainstream Jazz und traditionellen Jazz auf, darunter dem Royal Society Jazz Orchestra, der Ray Simpson Big Band, dem Hot Club of San Francisco, Bob Mielkes New Bearcats, der Apollo Jazz Group, Dan Hicks und seinen Acoustic Warriors, den Monogram Boys und Mal Sharpes Big Money in Jazz Band. Er war Gründer und  für elf Jahre musikalischer Leiter des Marin Classic Jazz Festivals. In den späteren Jahren trat er regelmäßig im Fior d'Italia in North Beach auf, wo er die North Beach Rhythm leitete; 2014 spielte er mit Mal Sharpe. Aufnahmen entstanden in den 1990er-Jahren mit der Funky New Orleans Jazz Band des Kornettisten Earl Scheelar und 1997 mit dem Pianisten und Sänger Ray Skjelbred (Wild and Wooly), außerdem mit der Christmas Jug Band (Jugology: Greatest Near Misses, 2014). Zuletzt lebte er in Fairfax, Kalifornien.
Stilistisch stand De Kuiper in der Tradition von Freddie Green und bezog viele Einflüsse von Swing bis Bop in sein Spiel ein.